# Cynorkis purpurea
Cynorkis purpurea är en orkidéart som först beskrevs av Louis Marie Aubert Du Petit-Thouars, och fick sitt nu gällande namn av Friedrich Fritz Wilhelm Ludwig Kraenzlin. Cynorkis purpurea ingår i släktet Cynorkis, och familjen orkidéer. Inga underarter finns listade i Catalogue of Life.